# Анета Кийс
Анета Кийс (на английски: Anetta Keys) е артистичен псевдоним на чешката порнографска актриса и еротичен модел Анета Шмрхова (на чешки: Aneta Šmrhová), родена на 18 ноември 1983 г. в град Кривоклат, Чехословакия, днешна Чехия.

## Кариера
Анета Кийс дебютира като актриса в порнографската индустрия през 2003 г. с участие на кастинг на френския продуцент Пиер Уудман.
Снимала се е за еротични списания като Хъслър, Пентхаус и чешкото издание на Плейбой.

## Награди, номинации и признания
- 2003: Пентхаус любимка за месец декември.[1][3]
- 2004: Момиче на корицата на списание Плейбой, Чехия за месец януари.
- 2005: Номинация за AVN награда за чуждестранна изпълнителка на годината.[4]
- 2006: Списание Cheri: курва на месец декември.[5]